# Thomas Egebo
Thomas Egebo (født 22. januar 1962 i Silkeborg) er en dansk embedsmand. Han blev direktør for Energinet i 2018.
Han er uddannet cand.polit. fra Københavns Universitet 1988.
Tidligere har han været departementschef i Energi-, Forsynings- og Klimaministeriet, Klima-, Energi- og Bygningsministeriet, Klima- og Energiministeriet, Transport- og Energiministeriet og i Trafikministeriet og direktør i Geodatastyrelsen. 